# Negro del Sudan
Il Negro del Sudan (Homme du Soudan en costume algérien, in origine Nègre du Soudan) è una scultura di Charles Cordier, realizzata tra il 1856 e il 1857, che rappresenta un nero che indossa un abito di colore chiaro e un turbante. Esistono quattro esemplari dell'opera. Uno di questi (RF 3599) è stato assegnato al museo d'Orsay nel 1981 e poi messo in deposito al museo municipale del castello di Compiègne nel 1985. Un altro si trova all'istituto d'arte di Minneapolis.

## Storia
Quando tornò dall'Algeria nel 1856, Charles Cordier portò con sé molti busti. Con il titolo Nègre, costume algérien, Cordier espose questo ritratto al Salone degli artisti francesi del 1857. Nello stesso anno venne acquistato da Napoleone III ed elencato nell'inventario del demanio privato (n. 58) fino al 1872, nella sua collezione. A partire dal 1872, venne affidato al museo del Lussemburgo, poi passò al museo del Louvre nel 1920. Dal 1986, è affidato al museo d'Orsay. Nel XXI secolo, il titolo dell'opera in francese venne rinominato in Homme du Soudan en costume algérien ("Uomo del Sudan in costume algerino") dato che il termine "negro" ha assunto una connotazione offensiva assente all'epoca della creazione di quest'opera.

## Descrizione

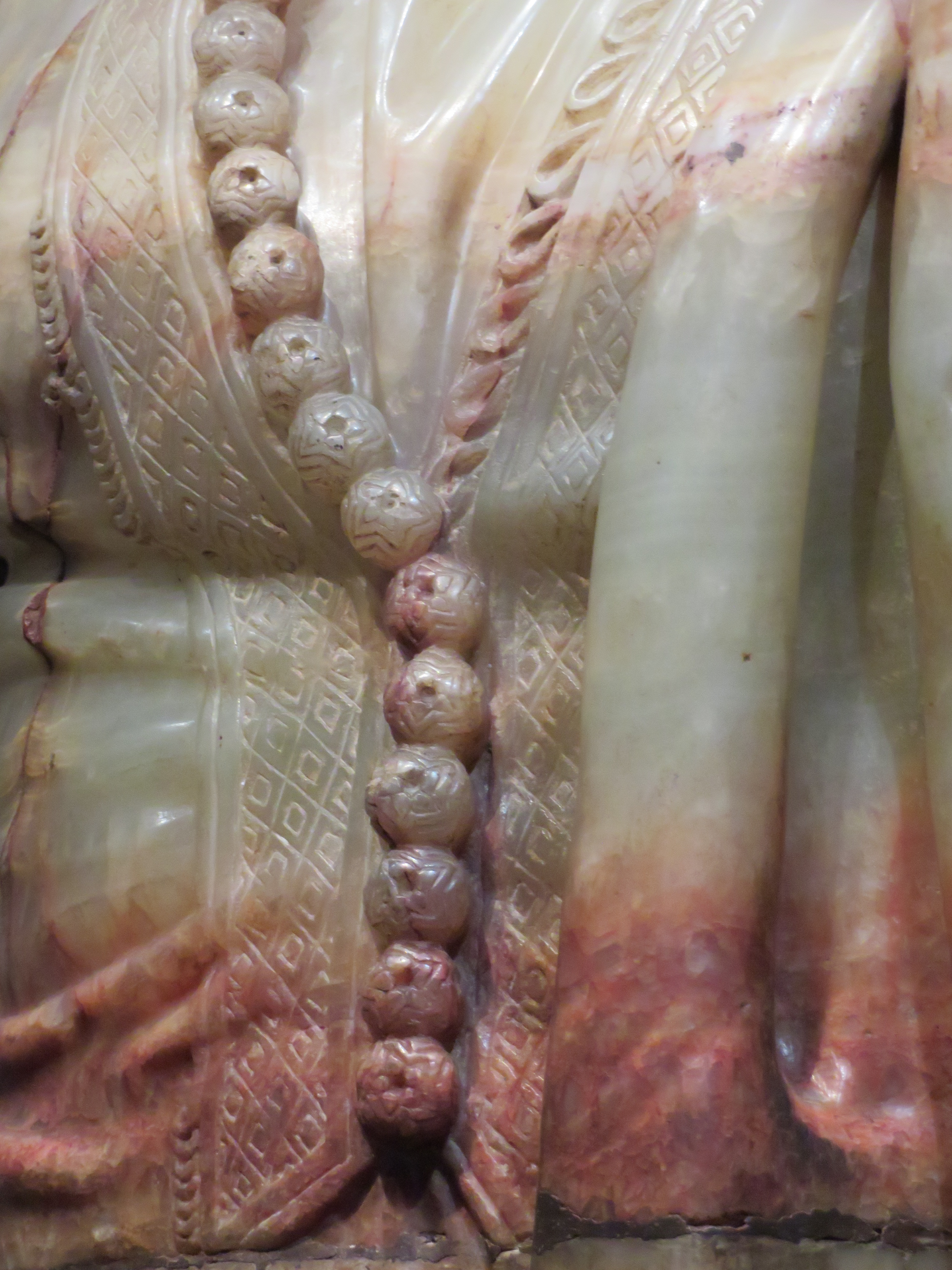
Un dettaglio della collana.

Il Negro del Sudan è una delle prime creazioni policrome dello scultore. Il viso è di bronzo, il vestito, la collana preziosa e il turbante sono di marmo-onice dell'Algeria, un materiale utilizzato durante l'antichità le cui cave erano state riscoperte in questo paese. Questo materiale è caratterizzato dai suoi colori che vanno dal rosso al bianco e dalle venature che Cordier sfruttò per rendere il luccichio delle stoffe orientali.
Le possibilità di colore che offre il bronzo furono sfruttate ugualmente dallo scultore. Così, la superficie metallica del sudanese è stata prima argentata e poi ossidata; è questo che da all'opera il suo colore nero attuale. Questi giochi di colore erano del tutto nuovi per il gusto dell'epoca, abituato a vedere delle sculture in marmo bianco o in bronzo, come quelle situate nella navata del museo d'Orsay.
Il piedistallo è in porfido che proviene dal massiccio dei Vosgi.

## Il modello
In realtà il modello era un suonatore di tamburo incrociato tra le vie di Algeri. Non si sa molto su di lui se non che interveniva nelle feste celebrate all'interno della comunità musulmana prima del Ramadan.
Con lo sguardo rispettoso che lo scultore ha sempre mostrato per i suoi modelli, lontano dagli eccessi delle tesi colonialiste di un'epoca più preoccupata a stilare un repertorio di curiosità etniche, Cordier seppe restituire al modello la sua nobiltà naturale, così che a volte lo si compara a un imperatore romano.